# Feliks Kostrzębski
Feliks Franciszek Kostrzębski (* 10. Mai 1899 in Lemberg, Österreich-Ungarn, heute Teil der Ukraine; † 19. Juni 1954 in Brzeg) war ein polnischer Radrennfahrer.

## Sportliche Laufbahn
Kostrzębski war im Straßenradsport aktiv. Er war Teilnehmer der Olympischen Sommerspiele 1924 in Paris. Im olympischen Straßenrennen kam er auf den 55. Rang. In der Mannschaftswertung wurde Polen mit Feliks Kostrzębski, Wiktor Hoechsman, Kazimierz Krzemiński und Oswald Miller 14. und damit Letzter des Klassements.
1927 gewann er bei den polnischen Straßenmeisterschaften die Bronzemedaille.
1928 wurde er 41. in der Polen-Rundfahrt.